# Hermann von Hatzfeldt
III principe Hermann Anton Leo Karl von Hatzfeldt, I duca zu Trachenberg (Trachenberg, 4 febbraio 1848 – Trachenberg, 14 gennaio 1933), è stato un militare e politico tedesco.

## Biografia
Hatzfeldt era figlio del II principe Hermann Anton von Hatzfeldt (1808-1874) e della sua seconda moglie Marie, nata von Nimptsch (1820-1897); discendeva dall'antica famiglia principesca degli Hatzfeldt, della nobiltà tedesca. Crebbe nel castello di famiglia a Trachenberg, in Slesia e venne educato all'Università di Gottinga, dove frequento insieme a Felix von Gutschid e Curt von Pfuel il Corpo Sassonia Göttingen; frequentò anche alcuni corsi nelle università di Berlino e Breslavia.
Ufficiale dell'esercito prussiano, partecipò come maggiore di cavalleria alla guerra franco-prussiana nel corpo di Costantin von Alvensleben; con la morte di suo padre nel 1874 divenne capo del casato di Hatzfeldt-Trachenberg ed entrò a far parte della Camera dei Signori di Prussia; dal 1878 al 1893 e dal 1907 al 1912 fu deputato al Reichstag per il Partito Liberal-Conservatore che Otto zu Stolberg-Wernigerode rappresentava nel Governo Bismarck come Vicecancelliere; fu anche governatore della provincia di Posen, nell'attuale Polonia.
Il 1º gennaio 1900 gli venne conferito il titolo di I duca di Trachenberg, trasmettibile alla primogenitura maschile e dal 1894 al 1903 fu Prefetto della Slesia. Durante la prima guerra mondiale fu aiutante del Governatore Generale della Polonia Hans von Beseler, opponendosi a Paul von Hindenburg e Erich Ludendorff che erano più propensi ad annettere direttamente tutta la Polonia all'Impero Tedesco; dopo la guerra riuscì a conservare gran parte delle sue proprietà in Slesia ma si ritirò in vita privata.
Fu cavaliere di gran croce del Sovrano Militare Ordine di Malta, dell'Ordine dell'Aquila Nera (creato il 18 gennaio 1901 da Guglielmo II di Germania) e dottore in medicina nell'Università di Breslavia.

## Famiglia
Hermann sposò a Berlino il 18 giugno 1872 la contessa Natalie von Benckendorff (7 settembre 1854; † 9 marzo 1931), figlia del Konstantin von Benckendorff. Ebbero due figli:
- Principe Hermann Ludwig von Hatzfeldt, duca di Trachenberg (14 gennaio 1874; † 24 Ottobre 1959) ∞ 9 gennaio 1912 Elisabeth von Tschirschky-Bögendorff (3 novembre 1889; † 19 giugno 1975)
- Conte Alexander von Hatzfeldt zu Trachenberg (10 febbraio 1877; † 27 Novembre 1953) ∞ 19 dicembre 1904 Hanna Aoki-Rhade (16 dicembre 1879; † 24 giugno 1953)

Sua sorella fu Hermine von Hatzfeldt (1852-1906); in prime nozze suo padre aveva sposato la contessa Mathilde von Reichenbach-Goschütz, nata von Götz; i fratellastri nati da questa unione furono:
- Stanislaus von Hatzfeldt (1831-1870), sposò la contessa Gisela von Dyhrn-Schönau, cadde ad Amiens;
- Franziska (1833-1922), sposò Paul von Nipmtsch, poi Walter von Loë;
- Elisabeth (1839-1914), sposò Karl zu Carolath-Beuthen;

Anche sua madre aveva contratto un precedente matrimonio con Ludwig August von Buch, risposandosi dopo la morte del primo marito; dalla sua unione con il signor von Busch era nata solo una figlia, Marie von Schleinitz, sposa prima di Alexander von Schleinitz e poi di Anton von Wolkenstein-Trostburg.

## Albero genealogico
|                                                                         |                             |                                                 | Genitori                                           |  |  | Nonni                                               |  |  | Bisnonni                                        |  |
|                                                                         |                             |                                                 |                                                    |  |  | Franz Ludwig von Hatzfeldt, I principe di Hatzfeldt |  |  | Karl Ferdinand von Hatzfeldt-Wildenburg-Werther |  |
|                                                                         |                             |                                                 |                                                    |  |  | Franz Ludwig von Hatzfeldt, I principe di Hatzfeldt |  |  | Karl Ferdinand von Hatzfeldt-Wildenburg-Werther |  |
|                                                                         |                             | Maria Anna Elisabeth von Venningen              |                                                    |  |  | Franz Ludwig von Hatzfeldt, I principe di Hatzfeldt |  |  |                                                 |  |
| Hermann Anton von Hatzfeldt, II principe di Hatzfeldt                   |                             |                                                 |                                                    |  |  | Franz Ludwig von Hatzfeldt, I principe di Hatzfeldt |  |  |                                                 |  |
|                                                                         |                             | Friederike Karoline von der Schulenburg-Kehnert | Friedrich Wilhelm von der Schulenburg-Kehnert      |  |  |                                                     |  |  |                                                 |  |
|                                                                         |                             | Friederike Karoline von der Schulenburg-Kehnert | Friedrich Wilhelm von der Schulenburg-Kehnert      |  |  |                                                     |  |  |                                                 |  |
|                                                                         |                             | Friederike Karoline von der Schulenburg-Kehnert | Helene Sophie Wilhelmine von Arnstedt              |  |  |                                                     |  |  |                                                 |  |
| Hermann von Hatzfeldt, III principe di Hatzfeldt, I duca zu Trachenberg |                             | Friederike Karoline von der Schulenburg-Kehnert |                                                    |  |  |                                                     |  |  |                                                 |  |
|                                                                         | Karl Friedrich von Nimptsch | Karl Theodor Gottfried von Nimptsch             |                                                    |  |  |                                                     |  |  |                                                 |  |
|                                                                         | Karl Friedrich von Nimptsch | Karl Theodor Gottfried von Nimptsch             |                                                    |  |  |                                                     |  |  |                                                 |  |
|                                                                         | Karl Friedrich von Nimptsch | Caroline Friederike Materne                     |                                                    |  |  |                                                     |  |  |                                                 |  |
| Marie Mathilde Leocadie Anna von Nimptsch                               | Karl Friedrich von Nimptsch |                                                 |                                                    |  |  |                                                     |  |  |                                                 |  |
|                                                                         |                             | Leocadie Hentschel von Gilgenheimb              | Leopold Emanuel Valentin Hentschel von Gilgenheimb |  |  |                                                     |  |  |                                                 |  |
|                                                                         |                             | Leocadie Hentschel von Gilgenheimb              | Leopold Emanuel Valentin Hentschel von Gilgenheimb |  |  |                                                     |  |  |                                                 |  |
|                                                                         |                             | Leocadie Hentschel von Gilgenheimb              | Maria Anna von Welczeck                            |  |  |                                                     |  |  |                                                 |  |
|                                                                         |                             | Leocadie Hentschel von Gilgenheimb              |                                                    |  |  |                                                     |  |  |                                                 |  |